# Benoitodes
Benoitodes Platnick, 1993 è un genere di ragni appartenente alla famiglia Gnaphosidae.

## Distribuzione
Le 2 specie note di questo genere sono diffuse sull'isola di Sant'Elena.

## Tassonomia
Il nome di questo genere è in sostituzione di Actaeodes Benoit, 1977c, in quanto già precedentemente occupato da Actaeodes Dana, 1851, genere di crostacei decapodi della famiglia Xanthidae.
Non sono stati esaminati esemplari di questo genere dal 2007.
Attualmente, ad aprile 2015, si compone di 2 specie:
- Benoitodes caheni (Benoit, 1977)[2] — isola di Sant'Elena
- Benoitodes sanctaehelenae (Strand, 1909) — isola di Sant'Elena